# Ghulam Ahmad Parwez

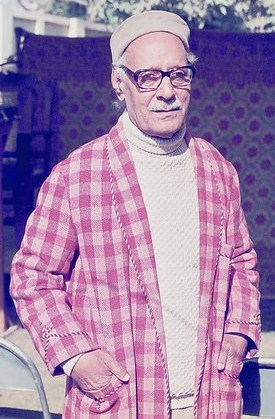
Ghulam Ahmad Parwez

Ghulam Ahmad Parwez (* 9. Juli 1903 in Batala; † 24. Februar 1985 in Lahore) war ein pakistanischer islamischer Intellektueller und Autor, der die Authentizität des Hadith infrage stellte und seine Anwendung im Islam ablehnte. Parwez Position und Interpretation des Islams lässt sich dem Koranismus zuordnen.

## Leben
Parwez wurde 1903 im Punjab, damals Britisch-Indien, geboren. Er studierte islamische Literatur und den Koran im Punjab. Im Jahre 1927 wurde er Mitglied der Indian Civil Service, einer damaligen Verwaltungselite der indischen Regierung. 1934 erhielt er einen Masterabschluss an der Universität des Punjab. Später zog er nach Lahore, wo er bis zu seinem Tod im Jahre 1985 lebte.

## Schaffen und Position
Parwez war Autor mehrerer Bücher sowie Gründer des islamischen Magazins „Tolu-e-Islam“. In diesem Magazin veröffentlichte Parwez Artikel rund um den Islam, Hadith und Politik, und verbreitete somit seine Ansichten. Dabei stießen seine Artikel aufgrund kritischer Positionen bezüglich des Hadith und islamischer Traditionen auf Kritik seitens traditioneller, islamischer Gelehrten. Zeitweise wurde er sogar von gewissen religiösen Gelehrten in Indien als Apostat deklariert.
Parwez Begründung für die Ablehnung der Hadith als theologische Quelle für den Islam und die Fokussierung auf den Koran alleine lässt sich anhand folgendem übersetzten Zitat näher erörtern: „Wenn es nun mehr Offenbarungen (d. h. Hadithe) gab, dann hätte es die Pflicht des Propheten sein müssen, diese zu übermitteln auch in ähnlicher Weise wie der Koran. Aber er hat auch nicht befohlen, es irgendwo niederzuschreiben, weder überwachte er das Auswendiglernen, noch stellte er irgendeine Art von Sammlung davon zusammen, noch machte er eine Art Unterbringung für ihre Wahrung.“
Für Parwez reiche der Koran alleine als Rechtleitung für den Islam aus. Er behauptet, dass die Sunna den Koran beschränke, sodass eine traditionelle Meinung vorherrsche. Das Konzept von zwei Offenbarungen, am Beispiel des traditionellen Islam, der sowohl den Koran als auch den Hadith als religiöse Quelle annimmt, habe, laut Parwez, zudem einen jüdischen Ursprung.
Parwez kam unter anderem auch zu dem Schluss, dass der Islam an sich nicht auf Zwang basieren sollte. Er stützt seine Behauptung durch Sure 3, Vers 79. Der Koran schütze, laut Parwez, die individuelle Freiheit eines jeden Menschen über jede Form von Autorität.

## Bibliografie
- Mohammad Iqbal Chawla: A Study of Islamic Writings in Pakistan: Allama Ghulam Ahmad Parwez, His Quranic Interpretations on Political, Economic & Social Values. 1990, ISBN 978-969-8106-14-0.
- Sheila McDonough: The Authority of the Past: A Study of Three Muslim Modernists. American Academy of Religion, 1970, ISBN 978-0-89130-153-0.
- Ali Usman Qasmi: Questioning the Authority of the Past: The Ahl al-Qur'an Movements in the Punjab. Hrsg.: Oxford University Press. 2011, ISBN 978-0-19-547348-3.
- Daniel W. Brown: Rethinking Tradition in Modern Islamic Thought. 1999, ISBN 978-0-521-65394-7.